# 高明县
高明县，中国旧县名。
明朝成化十一年（1475年），析高要县置，治所在高明镇（今广东省高明市明城镇）。明、清属肇庆府。
中华民国初年，全国废府，高明县属广东省。1947年，中華民國內政部编撰的《中華民國行政區域簡表》中，县域面积为1030.25平方公里，人口100941人，为3等县:75。
1959年，高明县与鹤山县合并，改设高鹤县，治沙坪镇。1981年复置，迁治三洲。1994年撤销，改设高明市。 